# زنباء داكنة
زنباء داكنة (الاسم العلمي:Pangonius funebris) هو نوع من الحشرات يتبع جنس الزنباء من الفصيلة النعرية.